# Seema Biswas
Seema Biswas (Nalbari, Assam, 14 de janeiro de 1965) é uma atriz de cinema e teatro nascida na Índia, que alcançou destaque por sua interpretação de Phoolan Devi no filme Bandit Queen (1994), de Shekhar Kapur. Em sua carreira, interpretou personagens de caráter e personalidade fortes. Biswas ganhou o prêmio nacional de cinema em 1996 como melhor atriz de Bandit Queen. Ele ganhou o Sangeet Natak Academy Award em 2000 e o Genie Award em 2006 por seu papel como Shakuntala no filme Water (2005) de Deepa Mehta.

## Vida pessoal e educação
Biswas nasceu em Nalbari, Assam. Sua mãe, uma forte influência para Biswas, era professora de história e um figura no campo da arte em Assam, de modo que Seema teve contato em sua infância com grandes figuras de arte como Bhupen Hazarika, Phani Sarma e Bishnuprasad Rabha. Estudou ciências políticas na Universidade de Nalbari e depois ingressou na Escola Nacional de Artes Dramáticas em Nova Delhi. Depois de se formar em 1984, ingressou na companhia de teatro da mesma escola, onde desenvolveu um grande talento para a atuação.

## Carreira
Seema Biswas fez o papel de heroína no filme de Krishnan Kartha, Amshini, que apareceu na seleção de filmes do Filmotsav em 1988. No entanto a crença popular afirma que Biswas estreou após ser descoberta por Shekhar Kapur, depois dele ver uma de suas peças, oferecendo-lhe um papel no filme Bandit Queen. Embora Seema tenha atuado em algumas produções cinematográficas em língua assamesa, sua participação em Bandit Queen foi sua primeira incursão no cinema hindi, alcançando reconhecimento quase imediato no ambiente de Bollywood.
Dadas suas raízes teatrais, Biswas nunca quis ser rotulada no mesmo tipo de personagem, por isso ela desenvolveu uma grande versatilidade ao atuar. Também trabalhou em filmes em Marathi, Malay e Tamil. Alguns de seus filmes em Marathi incluem Bindhast, Dhyaas Parwa e Lalbaug-Parel.
Foi homenageada com a filiação vitalícia no Clube da Academia Asiática de Cinema e Televisão do diretor Sandeep Marwah.
Em 2014, Seema Biswas foi incluída no prestigiado júri de cinco pessoas na 45ª edição do Festival Internacional de Cinema da Índia (IFFI), que decorreu de 20 a 30 de novembro em Goa.